# Берилосульфати
Берилосульфа́ти (рос. бериллосульфаты, англ. beryllosulphates, нім. Beryllosulphate) — мінерали класу сульфатів, які містять берилій, що входить до складу комплексного сульфатоберилієвого радикалу.